# Hystrichopsylla microti
Hystrichopsylla microti är en loppart som beskrevs av Scalon 1950. Hystrichopsylla microti ingår i släktet Hystrichopsylla och familjen mullvadsloppor. Inga underarter finns listade i Catalogue of Life.